# Stepnoje (Kaliningrad, Tschernjachowsk, Kaluschskoje)
Stepnoje (russisch Степное, deutsch Gaiden, litauisch Gaidžiai) ist ein Ort in der russischen Oblast Kaliningrad. Er gehört zur kommunalen Selbstverwaltungseinheit Stadtkreis Tschernjachowsk im Rajon Tschernjachowsk. 
Der Ort Stepnoje befindet sich allerdings nicht mehr an der Ortsstelle Gaiden, sondern an den Ortsstellen Groß Warkau (russisch zunächst Schischkino), Mittel Warkau und Klein Warkau (russisch zunächst gemeinsam Stassowo). Die Ortsstelle Gaiden ist verlassen.
Es gibt im Rajon Tschernjachowsk noch einen weiteren Ort Stepnoje, das ehemalige Purwienen/Altweiler.

## Geographische Lage
Stepnoje in seiner heutigen Lage befindet sich etwa zwölf Kilometer nördlich der Stadt Tschernjachowsk (Insterburg) und etwa vier Kilometer südöstlich von Kalinowka (Aulowönen, 1938–1946 Aulenbach) an der Regionalstraße 27A-009 (ex A 197, ehemalige deutsche Reichsstraße 137, Ortsstellen Mittel und Klein Warkau) bzw. etwa zwei Kilometer östlich davon (Ortsstelle Groß Warkau). Bis 1945 war Aulowönen die nächste Bahnstation und lag an der – heute nicht mehr betriebenen – Bahnstrecke Insterburg–Groß Skaisgirren/Kreuzingen (russisch: Tschernjachowsk–Bolschakowo) der Insterburger Kleinbahnen.

## Geschichte
Das kleine Dorf Gaiden wurde 1874 in den Amtsbezirk Groß Franzdorf (1931–1945 „Amtsbezirk Franzdorf“, russisch: Gorodetskoje, nicht mehr existent), danach vor 1908 in den Amtsbezirk Aulowönen (1938–1945: „Amtsbezirk Aulenbach“, heute russisch: Kalinowka) eingegliedert und gehörte zum Kreis Insterburg im Regierungsbezirk Gumbinnen der preußischen Provinz Ostpreußen. Im Jahre 1910 waren hier 70 Einwohner registriert. Ihre Zahl betrug 1933 nur noch 63 und sank bis 1939 auf 46.
Im Jahre 1945 kam Gaiden in Kriegsfolge mit dem nördlichen Ostpreußen zur Sowjetunion und erhielt 1950 die russische Bezeichnung Stepnoje. Gleichzeitig wurde der Ort in den Dorfsowjet Kalinowski selski Sowet im Rajon Bolschakowo eingegliedert. Später gelangte der Ort mit diesem Dorfsowjet in den Rajon Tschernjachowsk. Spätestens seit den 1970er Jahren werden mit Stepnoje allerdings die weiter südlich gelegenen ehemaligen Orte Groß Warkau (russisch zunächst Schischkino), Mittel Warkau und Klein Warkau (russisch zunächst gemeinsam Stassowo)  bezeichnet, während das ehemalige Gaiden verlassen wurde. Von 2008 bis 2015 gehörte Stepnoje zur Landgemeinde Kaluschskoje selskoje posselenije und seither zum Stadtkreis Tschernjachowsk.

## Kirche
Mehrheitlich war die Bevölkerung Gaidens vor 1945 evangelischer Konfession und in das Kirchspiel der Kirche Aulowönen (1938–1946: Aulenbach, heute russisch: Kalinowka) eingepfarrt. Es gehörte zum Kirchenkreis Insterburg in der Kirchenprovinz Ostpreußen der Kirche der Altpreußischen Union. Heute liegt Stepnoje im Einzugsbereich der in den 1990er Jahren neu entstandenen evangelisch-lutherischen Gemeinde in Bolschakowo (Groß Skaisgirren, 1938–1946 Kreuzingen) in der Propstei Kaliningrad der Evangelisch-lutherischen Kirche Europäisches Russland.